# Thủy Ma Câu
Thủy Ma Câu (chữ Hán giản thể: 水磨沟区) là một quận thuộc địa cấp thị Ürümqi của Khu tự trị Tân Cương, Cộng hòa Nhân dân Trung Hoa. Quận này có diện tích 91 ki-lô-mét vuông, dân số năm 2002 là 150.000 người. Về mặt hành chính, quận Thủy Ma Câu được chia thành 7 nhai đạo, 1 hương.
- Nhai đạo: Thủy ma Câu, Lục Đạo Loan, Bát Đạo Loan, Vi Hồ Lương, Tân Dân Lộ, Nam Hồ Nam Lộ, Nam Hồ Bắc Lộ.
- Hương: Thất Đạo Loan.